# Trans Mediterranean Airways
Trans Mediterranean Airways SAL (em árabe: الخطوط الجوية عبر المتوسط), era uma companhia aérea de carga com sede em Beirute, no Líbano. A companhia aérea reiniciou as operações em 2010, depois de não operar por seis anos. Ela suspendeu as operações mais uma vez em setembro de 2014.
A TMA Cargo era um membro da IATA e da Arab Air Carriers Organization.

## História
A companhia aérea foi criada e iniciou suas operações em 1953 como uma transportadora não regular operando cargas e serviços de passageiros. Foi certificado como o único transportador de carga regular libanês em 1959. Adquiriu seu primeiro avião cargueiro Douglas DC-4 em maio de 1959 e seu primeiro Douglas DC-6 pressurizado em março de 1963.
A Trans Mediterranean Airways (TMA) foi a primeira transportadora totalmente de carga a estabelecer serviços mundiais em ambas as direções. No entanto, a crise libanesa afetou negativamente o crescimento e a operação da TMA. Em novembro de 1996, seguindo o plano de reconstrução libanês "Horizon 2000", a companhia aérea tomou medidas para modernizar suas operações, reestruturar atividades e aumentar o capital para cerca de US $ 40 milhões. A TMA era propriedade da Lebanese Air Investment Holding (99,9%) e de investidores privados (0,1%).

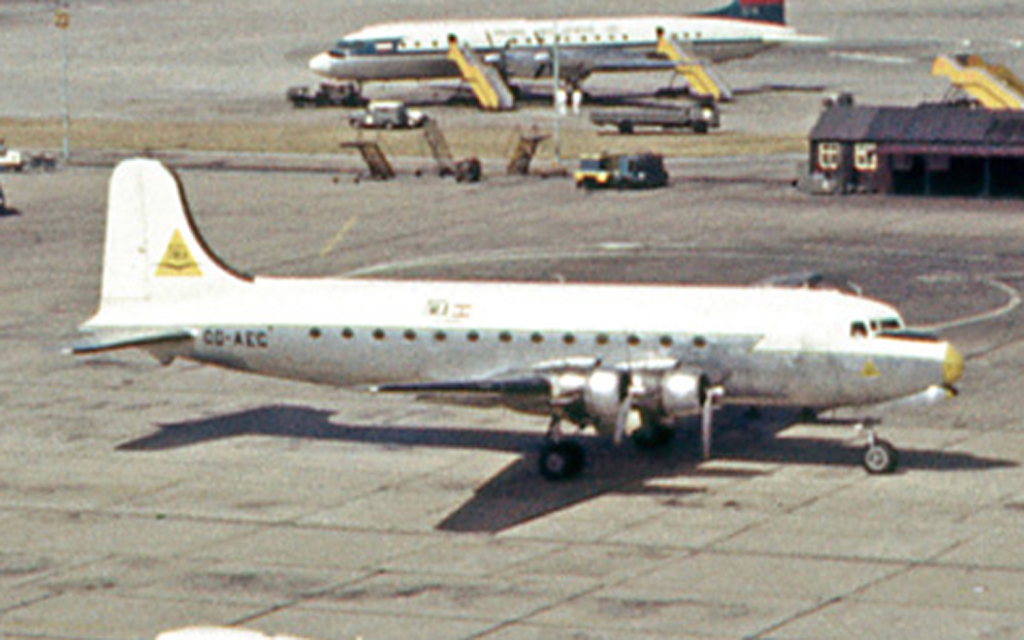
Douglas DC-4 da TMA Cargo no Aeroporto Heathrow de Londres em 1962

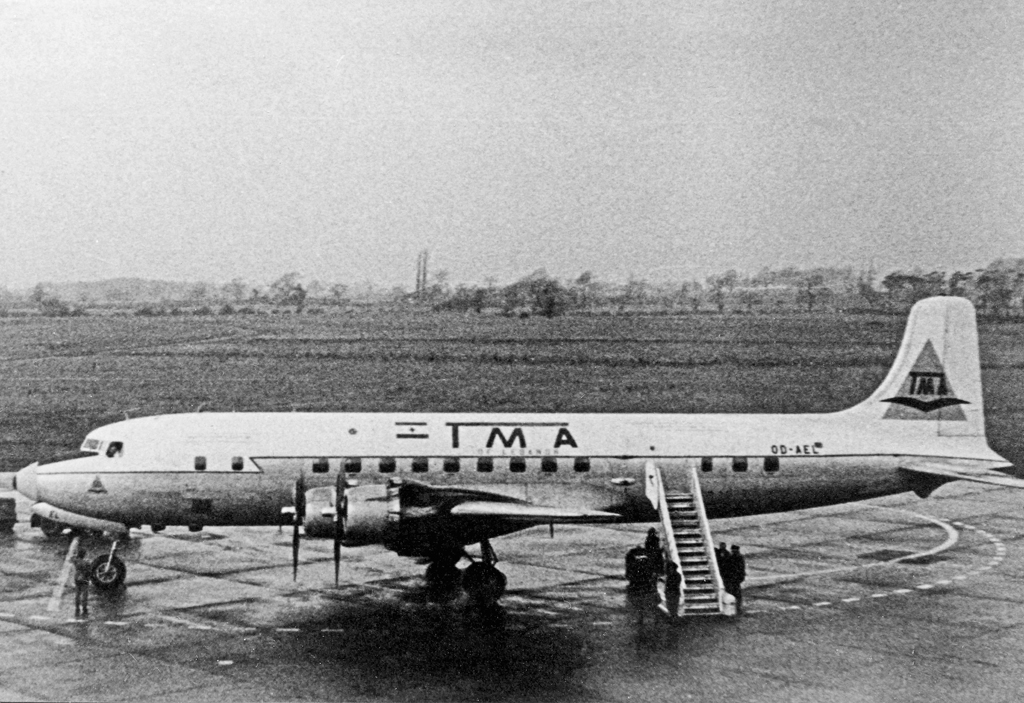
Douglas DC-6A no Aeroporto de Manchester em 1964

Em 2000, a TMA introduziu uma nova pintura em sua frota. A nova pintura apresentava uma barriga cinza, títulos verdes 'TMA' e amarelos 'CARGO' em toda a fuselagem e novos decalques verdes na cauda.
Em 2002, a TMA alugou um Airbus A310-304F da Islandsflug durante abril a novembro, para operar suas rotas europeias, já que os Boeing 707 foram banidos da Europa. A companhia aérea também planejou uma nova companhia aérea fretada para passageiros chamada TMA-Leisure, que teria alugado uma aeronave Airbus A320 para operar para operadoras de turismo libanesas. No entanto, isso nunca aconteceu. Em 2002, a TMA teve um prejuízo de US $ 11 milhões.
A TMA interrompeu todos os voos em fevereiro de 2004, quando a Autoridade de Aviação Civil Libanesa (LCAA) retirou seu Certificado de Operação Aérea (AOC) citando preocupações de segurança sobre sua frota de Boeing 707. A companhia aérea estava com sérios problemas financeiros e, como resultado, não foi capaz de modernizar sua frota.
Em setembro de 2005, houve relatos de que a TMA estava planejando relançar as operações com uma frota renovada, adquirindo aeronaves de frete de médio curso para substituir sua frota de 707 em solo, aeronaves de carga de pequeno porte para rotas alimentadoras e dois Boeing 747-200F para aeronaves de longa distância transportar voos de cargueiros para o Extremo Oriente, isso nunca aconteceu.
Em 2008, Mazen Bsat, investidor libanês, proprietário e CEO da Med Airways (formalmente Flying Carpet), comprou a TMA por $1 em troca de saldar dívidas de $ 60 milhões das companhias aéreas.
Em outubro de 2009, a TMA lançou instalações renovadas e uma nova imagem, na sequência desta TMA também anunciou que vai relançar os serviços. Eles adquiriram um Airbus A300-600F para as novas operações de carga. Em fevereiro de 2010, a aeronave foi pintada com a nova pintura da TMA Cargo.

## Frota

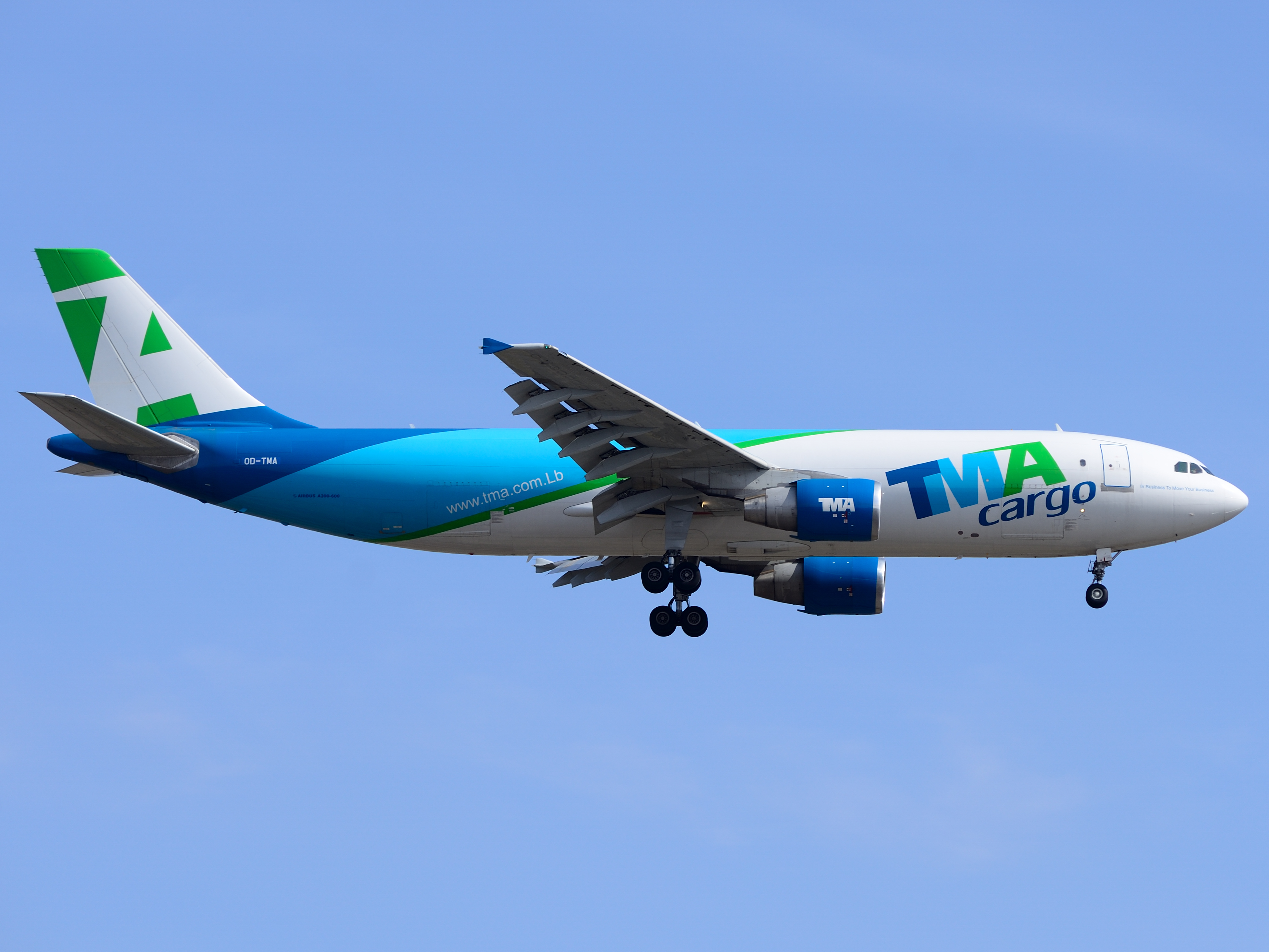
Um A300-600RF da TMA Cargo em Schiphol

A TMA Cargo operava as seguintes aeronaves:
| Aeronaves         | Quantidade | Período de operação | Notas                              |
| ----------------- | ---------- | ------------------- | ---------------------------------- |
| Douglas DC-8-50   | 1          | 1970-1971           | Alugado da Seaboard World Airlines |
| Boeing 747-100F   | 2          | 1975-1977           |                                    |
| Airbus A310-300F  | 1          | 2002-2002           | Alugado da Islandflug              |
| Airbus A300F4-600 | 1          | 2010-2014           |                                    |
| Boeing 767-300F   | 1          | 2012-2014           | Alugado da EuroAtlantic Airways    |

## Acidentes
A TMA teve 18 incidentes e acidentes, dos quais cinco tiveram vítimas fatais.
- 24 de maio de 1961: um Avro 685 York C.1 prefixo OD-ACO, caiu na decolagem do Azaiba Airfield. Todos os ocupantes a bordo sobreviveram.
- 21 de janeiro de 1962: um Douglas DC-4 prefixo OD-ADO, caiu na aproximação do Azaiba Airfield. Todos os ocupantes a bordo sobreviveram.
- 6 de abril de 1962: um Avro 685 York C.1 prefixo OD-ACN, caiu no pouso no Aeroporto de Cabul. Todos os 3 tripulantes a bordo sobreviveram.
- 9 de julho de 1962: um Douglas DC-4 prefixo OD-AEC, operando o Voo TMA 104, caiu logo após a decolagem do Aeroporto de Brindisi. O avião decolou as 21:41 (GMT), a aeronave não ganhou altura suficiente e começou a descer novamente após atingir os 60 m. O DC-4 inclinou para a esquerda e atingiu o mar a 2.250 m do final da pista. Todos os 6 tripulantes a bordo morreram.
- 11 de setembro de 1962: um Avro 685 York C.1 prefixo OD-ADA, caiu durante o pouso no Azaiba Airfield. Todos 3 tripulantes a bordo sobreviveram.
- 15 de março de 1963: um Avro 685 York C.1 prefixo OD-ACZ, caiu em rota entre Teerã-Beirute. Todos os 4 tripulantes a bordo morreram.
- 12 de dezembro de 1963: um Douglas DC-4 prefixo OD-AEB, caiu na rota Cuaite-Cabul. Todos os 3 tripulantes a bordo morreram.
- 10 de março de 1966: um Douglas DC-6A prefixo OD-AEL, caiu no monte Parnão, enquanto estava operando na rota Beirute-Frankfurt. Todos os 5 ocupantes a bordo morreram.
- 28 de dezembro de 1968: um Douglas DC-6A/B prefixo OD-AEY, foi destruído após 8 helicópteros da Força Aérea Israelense pousarem no Aeroporto Internacional de Beirute. A força aérea israelense abriram fogo e destruíram 14 aeronaves libanesas.
- 28 de dezembro de 1968: um Douglas DC-4 prefixo OD-ADI, foi destruído após 8 helicópteros da força aérea israelense pousarem no aeroporto Internacional de beirute. A força aérea israelense abriram fogo e destruíram 14 aeronaves libanesas.
- 16 de outubro de 1973: um Boeing 707-327C prefixo OD-AFX, caiu e atingiu um ônibus na decolagem do aeroporto de bombay-santacruz. Todos os 7 ocupantes a bordo sobreviveram. 2 pessoas no ônibus ficaram feridas.
- 3 de dezembro de 1975: um Boeing 747-123F (SCD) prefixo OD-AGC, caiu após o pouso na pista 15, no Aeroporto Internacional de Ellinikon. Todos os 7 ocupantes a bordo sobreviveram.
- 17 de fevereiro de 1979: um Boeing 707-327C prefixo OD-AGO, colidiu com um Northrop F-5E Tiger II da Força Aérea de Taiwan. Todos 5 ocupantes a bordo sobreviveram. 1 pessoa no chão morreu.
- 23 de julho de 1979: um Boeing 707-327C prefixo OD-AFX, caiu enquanto estava operando um voo de testes no aeroporto internacional de beirute. Todos os 6 tripulantes a bordo morreram.
- 5 de julho de 1981: um Boeing 707-327C prefixo OD-AGW, acabou sendo danificado substancialmente após uma explosão aconteceu proximo a aeronave.
- 23 de outubro de 1981: um Boeing 707-327C prefixo OD-AGN, operando o Voo TMA 332, caiu durante o pouso na cidade de Bangkok. Todos os 3 ocupantes a bordo sobreviveram.
- 16 de junho de 1982: um Boeing 707-327C prefixo OD-AGN, foi destruída após o exército israelense bombardear a cidade e o aeroporto de beirute. No total 6 aeronaves foram destruídas incluidam as aeronaves prefixo OD-AFP, OD-AFU, OD-AFW, OD-AGR, OD-AGN, OD-AFB.